# Crossvallia
Crossvallia è un genere estinto di pinguino gigante, vissuto nel Paleocene superiore, circa 66-55 milioni di anni fa, in Antartide e Nuova Zelanda. Il genere comprende due specie: la specie tipo C. unienwillia e C. waiparensis. La loro anatomia suggerisce che il genere sia strettamente legato alla sottofamiglia Antropornithinae.
La specie tipo C. unienwillia è stata la prima specie del genere ad essere descritta, i cui resti sono stati ritrovati nella Formazione Cross Valley, sull'isola di Seymour, Antartide, da cui il genere prende il nome generico. L'animale misurava circa 1,40 metri (4,6 piedi) di lunghezza/altezza.
Nell'agosto del 2019, una nuova specie di Crossvallia, C. waiparensis, è stata descritto sulla base di alcuni fossili di arti posteriori ritrovati a Waipara, Nuova Zelanda. Questa specie misurava circa 1,60 metri (5,2 piedi) di lunghezza/altezza, e pesava circa 70–80 kg. Si pensa sia vissuta nel Paleocene 66–56 milioni di anni fa, ed i suoi parenti più stretti potrebbero aver vissuto in Antartide. I fossili sono stati scoperti nel 2019 dal paleontologo dilettante Leigh Love.